# Capoeta umbla
Capoeta umbla är en fiskart som först beskrevs av Heckel, 1843.  Capoeta umbla ingår i släktet Capoeta och familjen karpfiskar. Inga underarter finns listade.